# Frammenti dell'abbazia di Leno

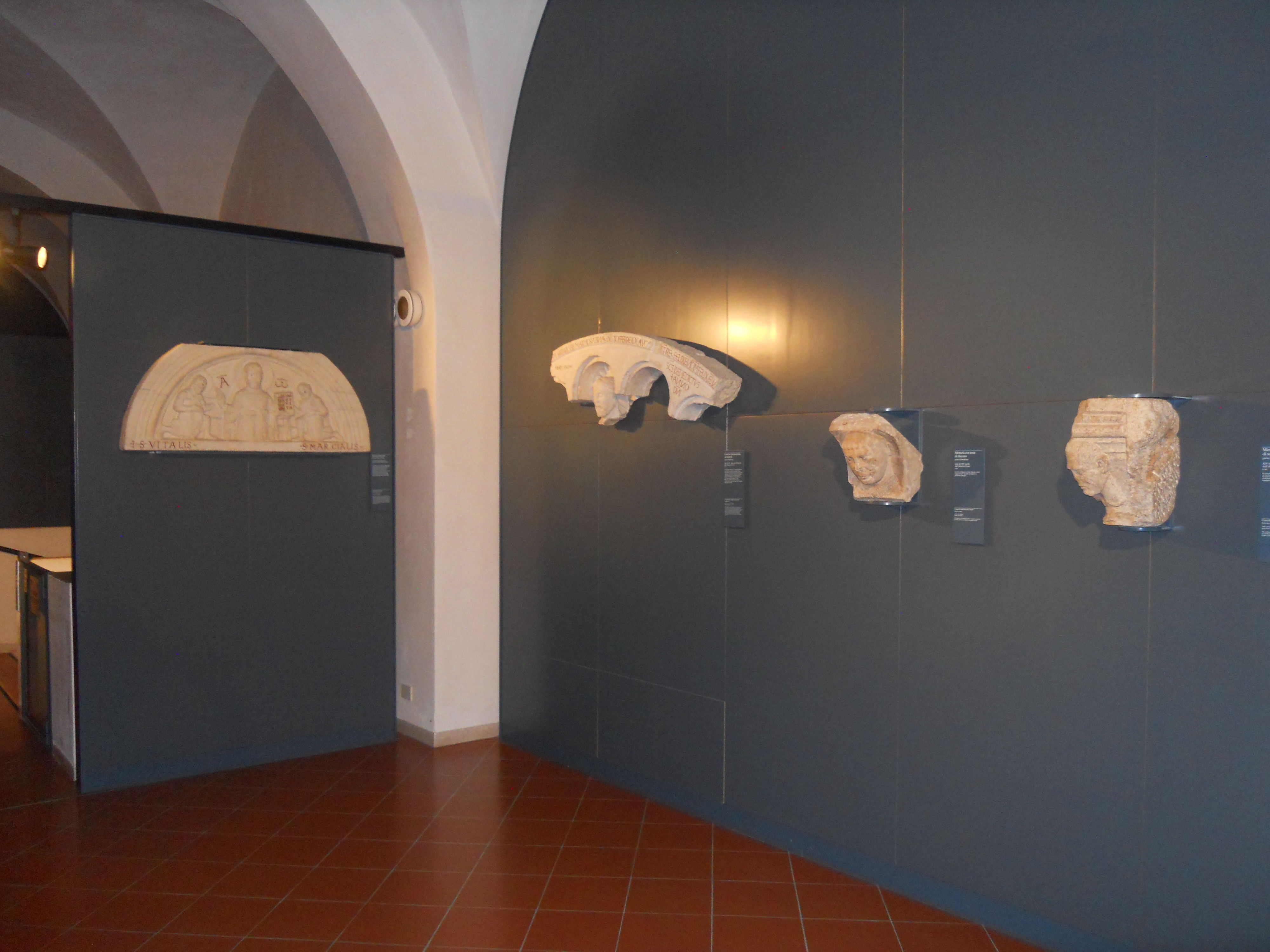
La sezione del museo di Santa Giulia a Brescia dedicata ai frammenti provenienti dall'abbazia lenese.

I frammenti dell'abbazia di Leno, principalmente lapidei, rappresentano le poche testimonianze superstiti del monastero lenese fondato nell'VIII secolo da re Desiderio e infine demolito nel 1783.
I frammenti, recuperati direttamente dalle strutture dell'abbazia in via di demolizione o riconosciuti come provenienti da Leno solo successivamente, oppure ancora recuperati durante gli scavi del XX secolo, sono per la maggior parte conservati nel museo di Santa Giulia a Brescia e in luoghi pubblici o collezioni private di Leno.
Per la maggior parte di essi è praticamente impossibile risalire all'originaria collocazione, trattandosi soprattutto di piccoli frammenti ormai del tutto estraniati dal contesto per il quale erano stati predisposti.

## I frammenti principali
L'elenco seguente è diviso in tre paragrafi a seconda della collocazione dei frammenti: il museo di Santa Giulia a Brescia, dove si trova il gruppo più consistente e alcuni tra i pezzi più importanti, altri luoghi pubblici (municipio di Leno, parco di Villa Badia, ecc.) e collezioni private, soprattutto lenesi.
L'elenco qui presentato non esaurisce il corpus di frammenti provenienti dall'abbazia, che ammonta a diverse decine di pezzi, soprattutto di piccole dimensioni quali capitelli, basi di colonnine e cornici. I frammenti qui segnalati, pertanto, sono da considerarsi solamente come i più rilevanti e/o rappresentativi dal punto di vista storico e artistico, con l'esclusione cioè di tutti i pezzi tipologicamente generici o, per lo meno, dotati di nulla più che del loro intrinseco valore documentaristico. Per una visione completa ed esauriente del gruppo di testimonianze si vedano gli studi citati in bibliografia, qui e nella voce principale.

### Museo di Santa Giulia
| Nome       | Frammento del portale della chiesa abbaziale                                     |
| Materiale  | marmo di Botticino                                                               |
| Dimensioni | 42×120×18 cm                                                                     |
| Ubicazione | Sezione "L'Età del Comune e delle Signorie - Strutture del potere ecclesiastico" |

| Nome       | Cristo benedicente tra i santi Vitale e Marziale                                 |
| Materiale  | marmo di Vezza d'Oglio                                                           |
| Dimensioni | 51×122×28 cm                                                                     |
| Ubicazione | Sezione "L'Età del Comune e delle Signorie - Strutture del potere ecclesiastico" |

| Nome       | Iscrizione funeraria dell'abate Magnus                 |
| Materiale  | marmo di Vezza d'Oglio                                 |
| Dimensioni |                                                        |
| Ubicazione | Sezione "L'Età altomedievale - Longobardi e Carolingi" |

| Nome       | Iscrizione funeraria di Anselmus                       |
| Materiale  | marmo di Botticino                                     |
| Dimensioni |                                                        |
| Ubicazione | Sezione "L'Età altomedievale - Longobardi e Carolingi" |

| Nome       | Frammento di lastra decorata                           |
| Materiale  | marmo di Botticino                                     |
| Dimensioni | 92×76×7,5 cm circa                                     |
| Ubicazione | Sezione "L'Età altomedievale - Longobardi e Carolingi" |

| Nome       | Mensola con testa di diacono                                                     |
| Materiale  | marmo di Botticino                                                               |
| Dimensioni | 31×25×29 cm                                                                      |
| Ubicazione | Sezione "L'Età del Comune e delle Signorie - Strutture del potere ecclesiastico" |

| Nome       | Mensola con protome maschile                                                     |
| Materiale  | marmo di Botticino                                                               |
| Dimensioni | 34×28×13 cm                                                                      |
| Ubicazione | Sezione "L'Età del Comune e delle Signorie - Strutture del potere ecclesiastico" |

| Nome       | Testa femminile                                                                  |
| Materiale  | medolo                                                                           |
| Dimensioni | 28×19×13 cm                                                                      |
| Ubicazione | Sezione "L'Età del Comune e delle Signorie - Strutture del potere ecclesiastico" |

| Nome       | Frammento di reliquiario                                                         |
| Materiale  | marmo di Botticino                                                               |
| Dimensioni | 30×25×24 cm                                                                      |
| Ubicazione | Sezione "L'Età del Comune e delle Signorie - Strutture del potere ecclesiastico" |

| Nome       | Frammento di colonnina con capitello                   |
| Materiale  | marmo di Vezza d'Oglio                                 |
| Dimensioni | Capitello: 15,5×12,7 cm; colonnina: 18,5 x 8,5 x 12 cm |
| Ubicazione | Sezione "L'Età altomedievale - Longobardi e Carolingi" |

| Nome       | Madonna Theotókos e Madonna Hodighitria |
| Materiale  | stucco                                  |
| Dimensioni | rispettivamente 90×50 cm e 92×46 cm     |
| Ubicazione | Sezione "La storia del monastero"       |

### Luoghi pubblici
| Nome       | Leone non stiloforo dal portale della chiesa abbaziale        |
| Materiale  | marmo rosso di Verona                                         |
| Dimensioni | 112×45×115 cm                                                 |
| Ubicazione | Chiesa parrocchiale di Leno, ai lati dell'ingresso principale |

| Nome       | Leonessa non stilofora dal portale della chiesa abbaziale     |
| Materiale  | marmo rosso di Verona                                         |
| Dimensioni | 110×43×112 cm                                                 |
| Ubicazione | Chiesa parrocchiale di Leno, ai lati dell'ingresso principale |

| Nome       | Leone stiloforo dal portale della chiesa abbaziale |
| Materiale  | marmo di Botticino                                 |
| Dimensioni | 109×43×112 cm                                      |
| Ubicazione | municipio di Leno (ingresso)                       |

| Nome       | Lastra con centauri        |
| Materiale  | marmo di Botticino         |
| Dimensioni | 51×52×5,5 cm               |
| Ubicazione | Leno, parco di Villa Badia |

### Collezioni private
| Nome       | Coperchio del reliquiario di san Vitale |
| Materiale  | calcare oolitico                        |
| Dimensioni | 11×28×16 cm                             |
| Ubicazione | Leno, collezione Lanti                  |

| Nome       | Frammenti di cornice di pergula                                                                                            |
| Materiale  | marmo bianco |
| Dimensioni | varie (frammenti nell'ordine di 10–15 cm)                                                                                  |
| Ubicazione | Leno, collezioni Lanti e Peri; depositi del nucleo operativo della Soprintendenza Archeologica per la Lombardia di Brescia |

| Nome       | Frammenti della lunetta del portale della chiesa abbaziale |
| Materiale  | marmo di Botticino                                         |
| Dimensioni | complessivamente 28×155×18 cm                              |
| Ubicazione | Leno, collezione Lanti                                     |

| Nome       | Lastra con stemma di abate |
| Materiale  | terracotta                 |
| Dimensioni | 26×26 cm                   |
| Ubicazione | Leno, collezione Lanti     |